# Rollkommando Hamann
La Rollkommando Hamann era una piccola unità mobile che ha commesso diversi omicidi di massa di ebrei lituani nelle campagne nel luglio-ottobre 1941, con un bilancio delle vittime stimato di almeno 60.000 ebrei. L'unità fu anche responsabile di molti omicidi in Lettonia da luglio ad agosto 1941. Alla fine del 1941 l'eliminazione dell'ebraismo lituano fu effettivamente compiuta dall'unità di Hamann nelle campagne, dagli Ypatingasis būrys nel massacro di Ponary, e del Tautinio Darbo Apsaugos Batalionas (TDA) nel Nono Forte di Kaunas. In circa sei mesi fu ucciso circa l'80% di tutti gli ebrei lituani. I pochi rimasti furono risparmiati per essere utilizzati come forza lavoro e concentrati nei ghetti urbani, principalmente i ghetti di Vilna e Kaunas.

## Organizzazione
Il gruppo era composto da 8-10 tedeschi dell'Einsatzkommando 3, comandati dall'SS-Obersturmführer Joachim Hamann, e diverse dozzine di lituani della 3ª compagnia della TDA, comandata da Bronius Norkus. L'unità non aveva una struttura permanente ed è stata chiamata per missioni ad hoc in varie città della Lituania. Mentre Bubnys indicò che Hamann principalmente distribuì gli incarichi mentre non partecipava lui stesso, la testimonianza del dopoguerra indicò che Hamann disse ad altri della sua partecipazione diretta. Il rapporto Jäger documenta le esecuzioni di massa eseguite dall'unità in 54 località della Lituania. Dal 13 luglio al 22 agosto 1941, il commando operò da Daugavpils, in Lettonia. Durante questo periodo, il commando uccise 9.102 persone, quasi tutte ebrei, dal ghetto di Daugavpils.

## Operazioni
Di solito l'unità arrivava dopo che gli ebrei locali erano già stati rastrellati e radunati in una zona più appartata, di solito una foresta o un campo lontano, dalle autorità naziste locali e dai collaboratori locali lituani. A volte venivano istituiti piccoli ghetti temporanei per radunare gli ebrei provenienti da diverse città vicine. Gli ebrei selezionati per le esecuzioni furono condotti in marcia verso il luogo, di solito a circa 4-5 chilometri di distanza da dove vivevano, e fucilati. A volte venivano fucilati per primi gli uomini, mentre le donne e i bambini vennero giustiziati dalla fine del 1941. I cadaveri venivano sepolti in fosse scavate in anticipo, mentre i vestiti e altri beni degli uccisi venivano divisi tra i presenti.